# Meconella oregana
Meconella oregana är en vallmoväxtart som beskrevs av Thomas Nuttall, John Torrey och Gray. Meconella oregana ingår i släktet Meconella och familjen vallmoväxter. Inga underarter finns listade i Catalogue of Life.